# Arnold (Minnesota)
Arnold é uma Região censo-designada localizada no estado americano de Minnesota, no Condado de St. Louis.

## Demografia
Segundo o censo americano de 2000, a sua população era de 3032 habitantes.

## Geografia
De acordo com o United States Census Bureau tem uma área de 
30,1 km², dos quais 29,9 km² cobertos por terra e 0,2 km² cobertos por água. Arnold localiza-se a aproximadamente 440 m acima do nível do mar.

## Localidades na vizinhança
O diagrama seguinte representa as localidades num raio de 24 km ao redor de Arnold. 